# Vuattouxia kouassikonani
Genre
Espèce
Vuattouxia kouassikonani, unique représentant du genre Vuattouxia, est une espèce d'araignées aranéomorphes de la famille des Pisauridae.

## Distribution
Cette espèce est endémique de Côte d'Ivoire. Elle se rencontre vers Lamto.

## Description
La carapace du mâle mesure 2,9 mm et la carapace des femelles de 3,7 à 3,9 mm.

## Étymologie
Ce genre est nommé en l'honneur de Roger Vuattoux.
Cette espèce est nommée en l'honneur de Germain Kouassi Konan.

## Publication originale
- Blandin, 1979 : Études sur les Pisauridae africaines XI. Genres peu connus ou nouveaux des Iles Canaries, du continent africain et de Madagascar (Araneae, Pisauridae). Revue de Zoologique Africaine, vol. 93, p. 347-375 (texte intégral).